# مايرنام (ألبرتا)
مايرنام (بالإنجليزية: Myrnam)‏ هي قرية تقع في كندا في ألبرتا. يقدر عدد سكانها بـ 370 نسمة ومساحتها 2.76 كم2 وترتفع عن سطح البحر 605 متر.